# Allée couverte du Brohet

Schema eines Galeriegrabs

Die Allée couverte du Brohet liegt auf einem 269 m hohen Gipfel im Forêt de Beffou in Kermanac'h bei Loguivy-Plougras im äußersten Westen des Département Côtes-d’Armor in der Bretagne in Frankreich.
Die nicht ausgegrabene, West-Ost orientierte Galeriegrab (französisch Allée couverte) am Rande des Waldes ist etwa 18,0 m lang und 1,2 m breit. Sie besteht aus 16 Tragsteinen (zehn auf der Nord- und sechs auf der Südseite) und neun Deckenplatten, von denen aber nur noch zwei aufliegen. Sie wurde 1987 während eines Sturms beschädigt. Der Zugang befand sich wahrscheinlich am südöstlichen Ende, was durch einen Block angedeutet wird, der quer zur südlichen Platte liegt.